# Baja California (staat)
Baja California (Nederlands: Neder-Californië) is een staat van Mexico. De staat ligt op het noordelijk deel van het schiereiland Neder-Californië. Als enige Mexicaanse staat ligt Baja California in de tijdzone UTC−8.
De staat grenst in het noordoosten aan Sonora, in het noorden aan de Amerikaanse staten Californië en Arizona, en in het zuiden aan Baja California Sur. Ten westen van de staat ligt de Grote Oceaan, ten oosten de Golf van Californië. Baja California heeft een oppervlakte van 69.921 km² en heeft 3.769.020 inwoners (2020). De hoofdstad van de staat is Mexicali, maar de grootste stad is Tijuana. Andere steden zijn Ensenada, Tecate en Playas de Rosarito.

## Geografie
Baja California is overwegend woestijnachtig, het noordoostelijk deel valt onder de Sonorawoestijn en het midden en zuiden onder de Sebastián Vizcaínowoestijn. De verschillende massieven van het Peninsulair Gebergte doorsnijden de staat in de lengterichting, van noord naar zuid zijn dat de Sierra de Juárez, de Sierra de San Pedro Mártir, de Sierra de la Asamblea en de Sierra de Mulegé. De Pico del Diablo in de Sierra de San Pedro Mártir is met 3078 meter het hoogste punt van de staat.
Eilanden die onder Baja California vallen zijn Ángel de la Guardia en San Lorenzo in de Golf van Californië en Cedros en het afgelegen Guadalupe in de Grote Oceaan. De eilanden in de Golf van Californië vallen onder de eilanden en beschermde gebieden in de Golf van Californië en zijn opgenomen in de werelderfgoedlijst van de UNESCO.

## Bevolking
Volgens de census van 2020 had de staat 3.769.020 inwoners. Het aandeel indianen daarvan is een van de laagste in Mexico, slechts 1,2%, en het grootste deel van de indiaanse bevolking zijn immigranten uit het zuiden van Mexico; voornamelijk Zapoteken, Mixteken en Nahua. Indiaanse volkeren die inheems zijn in Neder-Californië zijn Kiliwa, Cochimí, Kumiai, Cucapá en Paipai, maar geen van deze groepen heeft meer dan enkele honderden leden.
De helft van de bevolking van Baja California bestaat uit Mexicanen die vanuit andere delen van Mexico naar de staat geëmigreerd zijn. Veel migranten gebruiken Baja California als tussenstop op weg naar de Verenigde Staten terwijl de staat ook voor een grote groep het einddoel is. Vanwege deze immigratie heeft Baja California in de 20e eeuw een sterkere bevolkingsgroei doorgemaakt dan elke andere Mexicaanse staat. Naast binnenlandse migranten wonen in Baja California relatief veel buitenlandse migranten; vanwege zijn ligging aan de Grote Oceaan zijn dit voornamelijk Chinezen, maar ook veel Amerikanen, Libanezen, Russen en Duitsers. Het overgrote deel van de bevolking leeft geconcentreerd in de grote steden in het noorden van de staat. De belangrijkste bron van inkomsten is de industrie, waaraan de maquiladoras een belangrijke bijdrage leveren.

## Geschiedenis
Baja California werd in 1952 tot staat verheven. In 1974 scheidde het zuidelijke deel van de staat zich af, en werd als Baja California Sur de 31e deelstaat van Mexico.

## Gemeenten
Baja California bestaat uit zeven gemeenten, zie Lijst van gemeenten van Baja California.